# 巴盖尔哈德县
巴凯尔哈德（Bagerhat District，又译巴格哈特、巴盖尔哈德、巴凯尔哈特）为孟加拉国库尔纳专区辖县，属孟加拉国西南沿海县份。县境西以帕苏尔河（Pasur River）与库尔纳县为界，西南与库尔纳、诺拉尔县接壤，东南与戈巴尔甘尼县毗邻，东接比罗杰布尔、隔巴莱斯瓦尔河（Baleshwar River）与博尔古纳县相望，南临孟加拉湾。全境年平均温度12.5°C至33.5°C，年平均降雨量1,710毫米。县域总面积3,959.11公里²，总人口1,515,815人（1991）。全县共分置9乡（乌帕齐拉），政府驻巴盖尔哈德市。